# 941 Murray
941 Murray è un asteroide della fascia principale. Scoperto nel 1920, presenta un'orbita caratterizzata da un semiasse maggiore pari a 2,7877559 UA e da un'eccentricità di 0,1943435, inclinata di 6,63451° rispetto all'eclittica.
Il suo nome è in onore del professore e diplomatico statunitense Gilbert Murray, che con il suo lavoro presso la Società delle Nazioni contribuì a portare aiuti umanitari in Austria dopo la prima guerra mondiale.